# Campionati mondiali giovanili di nuoto sincronizzato 2001
I VII Campionati mondiali giovanili di nuoto sincronizzato si sono svolti negli Stati Uniti d'America dal 15 al 19 agosto 2001. Le sedi di gara sono state a Federal Way.

## Medagliere
| Posiz. | Nazione  | Oro | Argento | Bronzo | Totale |
| ------ | -------- | --- | ------- | ------ | ------ |
| 1      | Russia   | 3   | 0       | 0      | 3      |
| 2      | Giappone | 0   | 2       | 1      | 0      |
| 3      | Canada   | 0   | 1       | 0      | 1      |
| 4      | Spagna   | 0   | 0       | 1      | 1      |
| 4      | Cina     | 0   | 0       | 1      | 1      |
| Totale | Totale   | 3   | 3       | 3      | 9      |

## Risultati
| Evento       | Oro                 | Argento                  | Bronzo      |
| Stile libero |                     |                          |             |
| Singolo      | Anastasija Davydova | Anouk Renière-Lafrenière | Tomomi Kago |
| Duo          | Russia              | Giappone                 | Spagna      |
| Squadra      | Russia              | Giappone                 | Cina        |